# William Hamilton Martin
William Hamilton Martin criptólogo que trabajando para la NSA huyó en septiembre de 1960 a la Unión Soviética, junto con Bernon Ferguson Mitchell, en lo que se llamaría la deserción de los agentes Martin y Mitchell. Una vez allí revelaron información considerada como secreta en Estados Unidos.

## Biografía
Nació el 27 de mayo de 1931 en Columbus (Georgia). Su familia pronto se trasladó al estado de Washington donde su padre se convirtió en el presidente de la cámara de comercio de Ellensburg. Dos años más tarde consiguió su título de bachillerato en el instituto de Ellensburg. Tras estudiar en el Central Washington College of Education (actualmente la Universidad de Washington Central), se graduó en matemáticas por la universidad de Washington en Seattle en 1947. Se alistó a la armada de los Estados Unidos donde sirvió desde 1951 a 1954, trabajando como criptólogo para el grupo de seguridad naval en Japón donde conoció y mantuvo el contacto con Bernon Ferguson Mitchell. En 1957 se alistó en la NSA, el mismo día que Bernon Ferguson Mitchell. En su trabajo para la NSA se granjeó tanto prestigio que se le concedieron dos becas para obtener el grado de máster. Mientras estudiaba en la universidad de Illinois en Urbana-Champaign, también estudió un curso de ruso. En septiembre de 1960 huye, junto con  Bernon Ferguson Mitchell, a la Unión Soviética donde revela información secreta (caso Martin y Mitchell).
Martin que hablaba ruso con fluidez estudió en la universidad de Leningrado (actualmente la Universidad Estatal de San Petersburgo) y usaba el nombre de Vladimir Sokolodsky. Se casó con una ciudadana soviética de la cual se divorció en 1963. Años después dijo a un periódico ruso que su deserción había sido una insensatez. Expresó su decepción porque los soviéticos no le habían confiado trabajos importantes. Ocasionalmente intentó que algunos visitantes estadounidenses le ayudaran a repatriarse, incluidos Donald Duffy, vicepresidente de la fundación Kaiser, y el músico Benny Goodman. Le dijo a un americano que antes de desertar se había creído la imagen de la Unión Soviética dada por publicaciones propagandísticas como Soviet Life. Alrededor de 1975, una fuente informó al gobierno de EE. UU. que Martin estaba totalmente hundido. En 1979 solicitó su repatriación en el consulado de Estados Unidos. A raíz de ello se revisó su caso y se le retiró la ciudadanía estadounidense. Después se le denegó el permiso para inmigrar a Estados Unidos e incluso la visa como turista. Finalmente Martin dejó la Unión Soviética y el 17 de enero de 1987 murió de cáncer en México, en el hospital del Mar de Tijuana. Fue enterrado en los Estados Unidos.